# Cartulaire de Sauxillanges
Le cartulaire de Sauxillanges est un cartulaire, c'est-à-dire un recueil de copies d'actes et de documents, concernant l'abbaye clunisienne de Sauxillanges, dans le Livradois (Puy-de-Dôme).

## Manuscrits
L'original, qui datait sans doute du XIIe siècle, est perdu. Il en existe une copie sur papier datant du XVIIe siècle à la Bibliothèque nationale de France (manuscrit latin 5454). Il existe une autre copie, peut-être aussi du XVIIe siècle, aux Archives nationales (cote LL 1014).

## Description
Le cartulaire comprend 979 actes. Il est organisé à la manière des cartulaires clunisiens. Beaucoup d'actes ne sont pas datés, mais ils s'étalent vraisemblablement du début du Xe siècle à la fin du XIIe. Les documents couvrent tous les aspects de la vie d'un monastère et de la gestion de son domaine.

## Édition
L'édition en a été procurée par Henri Doniol (Cartulaire de Sauxillanges, Clermont-Ferrand, Académie des sciences, belles-lettres et arts de Clermont-Ferrand, 1864) à partir de la seule copie de la BnF. L'ouvrage comporte les documents en latin et d'abondants commentaires ou notes en français, avec des index détaillés.